# شارا مارشی
شارا مارشی (انگلیسی: Shara Marche؛ زادهٔ ۲۳ دسامبر ۱۹۸۷) دوچرخه‌سوار اهل استرالیا است.
وی در مسابقات کشوری و بین‌المللی در مجموع برندهٔ ۱ مدال نقره، ۲ مدال برنز شده‌است.